# Euphorbia misera
Euphorbia misera Benth. es una especie fanerógama perteneciente a la familia de las euforbiáceas. 

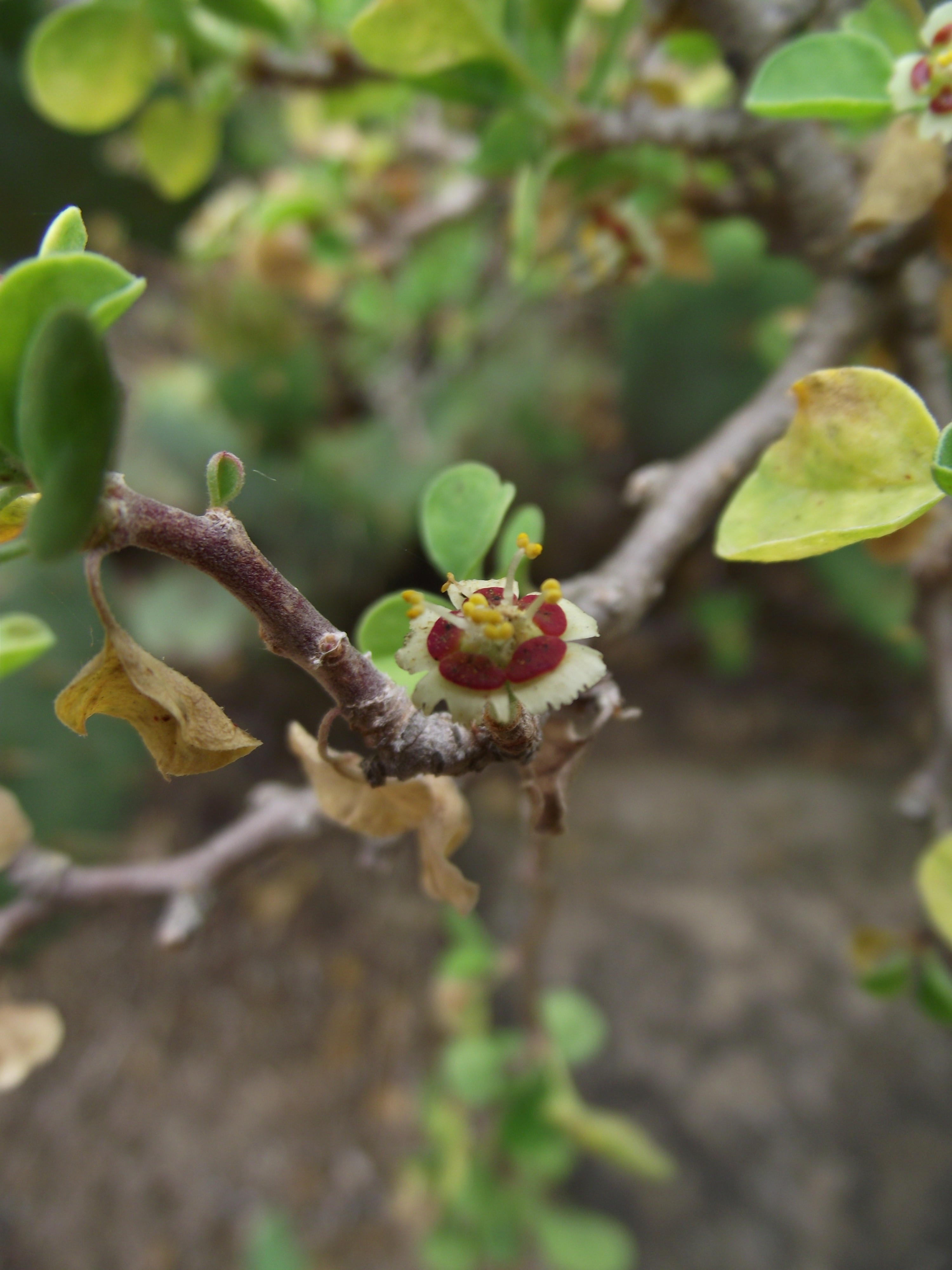
Flor

## Descripción
Es un arbusto que alcanza los 50 cm de alturar la mitad de un metro de altura. Tiene las inflorescencias pequeñas, redondas y peludas en las puntas de las ramas en forma de ciatio. La flor es peluda y glandular y tiene un disco con un néctario de color rojo brillante festoneado con bordes y una franja de color amarillo claro. El estilo  extiende hacia el exterior y está dividido en la punta. Las anteras son de color amarillo brillante. El fruto es una cápsula esférica con lóbulos que contienen semillas redondas de color gris arrugadas.

## Distribución geográfica
Es nativa de sur de California y Baja California, donde se sabe se encuentra en el desierto de Sonora y las costas, incluidas las Islas del Canal de California.

## Taxonomía
Euphorbia misera fue descrita por George Bentham y publicado en The Botany of the Voyage of H.M.S. Sulphur 51. 1844.
Etimología
Euphorbia: nombre genérico que deriva del médico griego del rey Juba II de Mauritania (52 a 50 a. C. - 23), Euphorbus, en su honor – o en alusión a su gran vientre –  ya que usaba médicamente Euphorbia resinifera. En 1753 Carlos Linneo asignó el nombre a todo el género.
misera: epíteto latín que significa "miserable".
Sinonimia
- Trichosterigma miserum (Benth.) Klotzsch & Garcke (1859).
- Trichosterigma benedictum (Greene) Millsp. (1917).
- Euphorbia benedicta Greene (1889).[5]